# قرآن الدراسة
قرآن الدراسة (بالإنجليزية: The Study Quran)‏ هو ترجمة إنجليزية لمعاني القرآن الكريم، تولّى كتابته سيد حسين نصر وأشرك معه جوزيف لمبرد، ومارية دكيك، وكانر داقلي.

## تسمية الكتاب
قال إسلام أحمد في مقالته (دراسة القرآن أم "القرآن المفسّر" قراءة في كتاب (القرآن المفسّر: ترجمة وتفسير جديدان) "بدايةً، كيف يمكننا تعريف «القرآن المفسّر» على وجه التحديد؟ يشرح رئيس هيئة تحرير الكتاب سيّد حسين نصر في المقدّمة أنه قد وُضِع على نمط الكتاب المقدّس المفسّر من هاربر- كولنز (The Harper Collins Study Bible)، دونما مزيدٍ من التوضيح. وهنا لا بدّ أن نستحضر أنّ هناك إرثًا كبيرًا من طبعات الكتاب المقدّس الصادرة باللغات العامّية مصحوبةً بتفسير له، وموجَّهة لاستخدام القارئ العامّي غير الدّارس لعلوم اللاهوت".

## سبب الترجمة
نشرت دار هاربر ون، كتاباً اسمه «استدي بايبل Study Bible», وأرادت أن يكون لهم ترجمة للقرآن الكريم، فعرضوا ذلك على سيد حسين نصر فتردد أولاً في القبول، حتى انشرح صدره، واشترط على دار النشر أن يكون مساعدوه مسلمين هو يختارهم.

## وجهة المؤلف

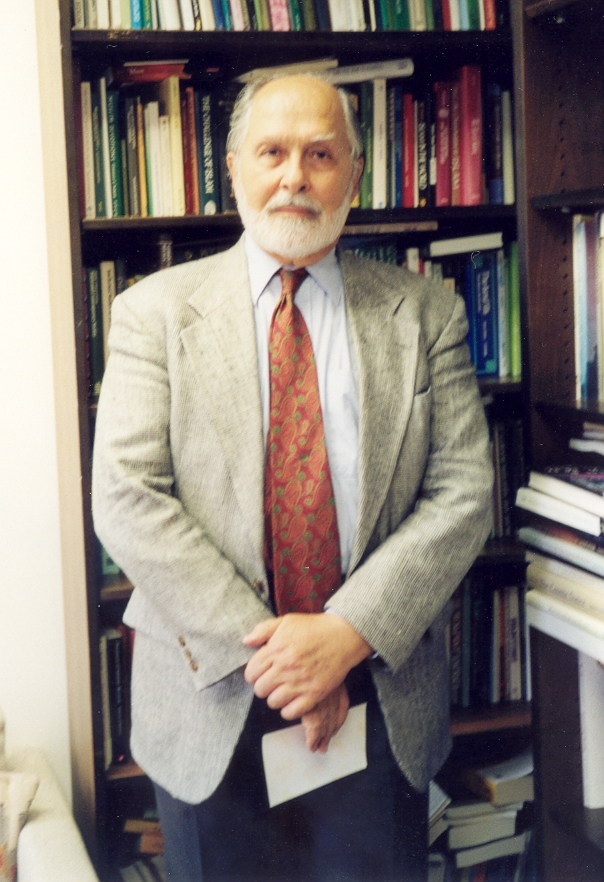
حسين نصر مؤلف قرآن الدراسة

اشترط المؤلف على نفسه أن لا تكون ترجمتهم مائلةً إلى الحداثة ولا إلى الغلو، ولكن يترجمون ما ذكره المفسرون الكبار عبر العصور في تفسير كل آية، مرجّحين أحياناً رأياً على آخر، ويذكرون الرأي ووزنه العلمي مقارنة بآراء أخرى. ويعتقد المؤلف انّ القرآن فيه آيات ظاهرة لا اختلاف فيها، وفيه آيات أخرى رمزية وباطنية.

## المحتوى
اشتمل الكتاب على:
- مقدمة عامة تمهيدية للقرآن الكريم، ذُكر فيها أنّ مصدر القرآن هو الوحي المرسل به الملَك جبريل إلى النبي محمد عليه الصلاة والسلام، ثم ذُكرت مقاصد القرآن، ومضامينه[6] ولغته وأثره على المسلمين في لغاتهم وأعرافهم وآدابهم.
- مقصد الكتاب أن يُتخذ سبيلاً لمن يريد دراسة القرآن كاملاً، ولمن أراد الاطلاع على باب واحد من موضوعاته.[7]
- مقدمة لكل سورة لبيان زمان نزولها ومسائلها المذكورة فيها.[8]
- ترجمة كل آية ترجمة مطابقة للنص العربي، ثم يتبعها تعليق يزيد الترجمة وضوحاً وتُذكر فيه الآيات المشابهة في ثنايا القرآن[9] فالكتاب احتوى على شيء كثير من تفسير القرآن بالقرآن[10]، وقد تُذكر وجوهٌ أخرى محتملة لتفسير الآية.
- تحرّى المؤلف أن يٌترجم النظائر اللفظية ذات المعنى المتماثل بترجمة واحدة أينما تُذكر في القرآن، فهو يُترجم اللفظ سُلّم في قوله «سُلّماً في السماء» إلى ladder ، كما ترجمه في قوله «سُلّم يستمعون فيه».[11]
- ذكر المؤلف أنه اطّلع كثيراً على الترجمات السابقة للقرآن الكريم كترجمة عبدالله يوسف ولكنه تحرّى أن يترجم القرآن العربي عينَه بغير واسطة، ولم يُرِدْ مضاهاة ترجمة أخرى.
- سعى المؤلف في كتابه إلى جعل الإنجليزية لغة إسلامية كما هي لغة نصرانية في التشبيهات البلاغية والإحالة والأمثال.[9]
- يسبق كلَّ آية رقمُها، وذلك على غير طريقة المصاحف التي لا يُكتب فيها رقم الآية إلا في نهايتها.[12]
- للكتاب فهرسة شاملة[13]، وخرائط لجزيرة العرب وما حولها، مخطوط عليها الأماكن المذكورة في القرآن وسير القوافل ومواضع القتال والحروب المذكورة في القرآن.
- عدد صفحات الترجمة والتعليقات 1584 صفحة، ما عدا المقدمة والمقالات الملحَقة.
- خطّ الطباعة في حجمين، واحد للترجمة المطابقة، وهو خطّ 12، والحجم الآخر للتعليقات وهو 10.
- مؤلف الكتاب سيد حسين نصر هو شيعي[2] متصوف، ولذلك قيل إنّ كتابه قد يحتوي شيئًا من آراء الشيعة[14] والصوفيين[15] وتفسيراتهم.[2]
- ذكر المؤلف أنّه حَرَصَ أن لا يكون كتابُه مقتصِراً على مذهب أو عرق أو موطن واحد.[16] وذكر أن أبا بكر الصديق قد اختاره جمهور الصحابة قائداً للأمة.[17]

## التلقّي
اختلف باحثون في رأيهم بالكتاب فمنهم من عدّه ترويجاً للصفوية، ومنهم من استبشر به من المسلمين. ، ومن غيرهم.